# Mercury Comet
De Mercury Comet is een personenauto die van 1960 tot 1977 geproduceerd werd door de Amerikaanse autofabrikant Mercury, onderdeel van de Ford Group. Gedurende de eerste twee jaar werd de auto verkocht als de "Comet", vanaf 1962 als de "Mercury Comet".
Aanvankelijk was de Comet gebaseerd op de Ford Falcon uit de compacte middenklasse, daarna op de Ford Fairlane uit de middenklasse en ten slotte op de Ford Maverick eveneens uit de compacte middenklasse.

## Eerste generatie (1960-1963)
De eerste generatie van de Comet werd verkocht via het Lincoln-Mercury-Comet dealernetwerk zonder vermelding van een merknaam. De Comet zou oorspronkelijk een model van Edsel worden, maar toen Ford in 1960 de Edsel-divisie opdoekte verhuisde de Comet naar de Lincoln-Mercury divisie. Pas vanaf 1962 veranderde de naam van de wagen officieel in Mercury Comet.
Aanvankelijk was de eerste generatie Comet verkrijgbaar als twee- en vierdeurs sedan en als twee- en vierdeurs stationwagen. Er waren twee uitrustingsniveaus beschikbaar: standaard en Custom, waarbij die laatste extra verchroomde sierelementen en een interieur in vinyl had. De enige beschikbare motor in 1960 was een 90 pk sterke 2,4-liter zes-in-lijnmotor, gekoppeld aan een handgeschakelde drieversnellingsbak of een tweetraps "Merc-O-Matic" automatische transmissie.
Als reactie op klachten over de matige prestaties van de 2,4-liter motor kreeg de wagen in 1961 ook een 2,8-liter zes-in-lijnmotor van 101 pk. Optioneel werd ook een handgeschakelde vierversnellingsbak aangeboden. Voor de tweedeurs sedan werd een optioneel S-22 sportpakket uitgebracht met aangepaste logo's, kuipstoelen en een middenconsole.
Toen de Comet in 1962 officieel een Mercury-model werd kreeg de wagen een kleine restyling met een herontwerp van de kofferbak en de achterlichten om de wagen meer in lijn te brengen met de Mercury-stijl.
In 1963 werden het chassis en de ophanging opnieuw ontworpen om plaats te bieden aan de optionele 4,3-liter V8-motor van 164 pk. Het uiterlijk van de sedan en de stationwagen veranderde vrijwel niet, maar er werden wel cabriolet- en coupémodellen toegevoegd aan het Comet-gamma.

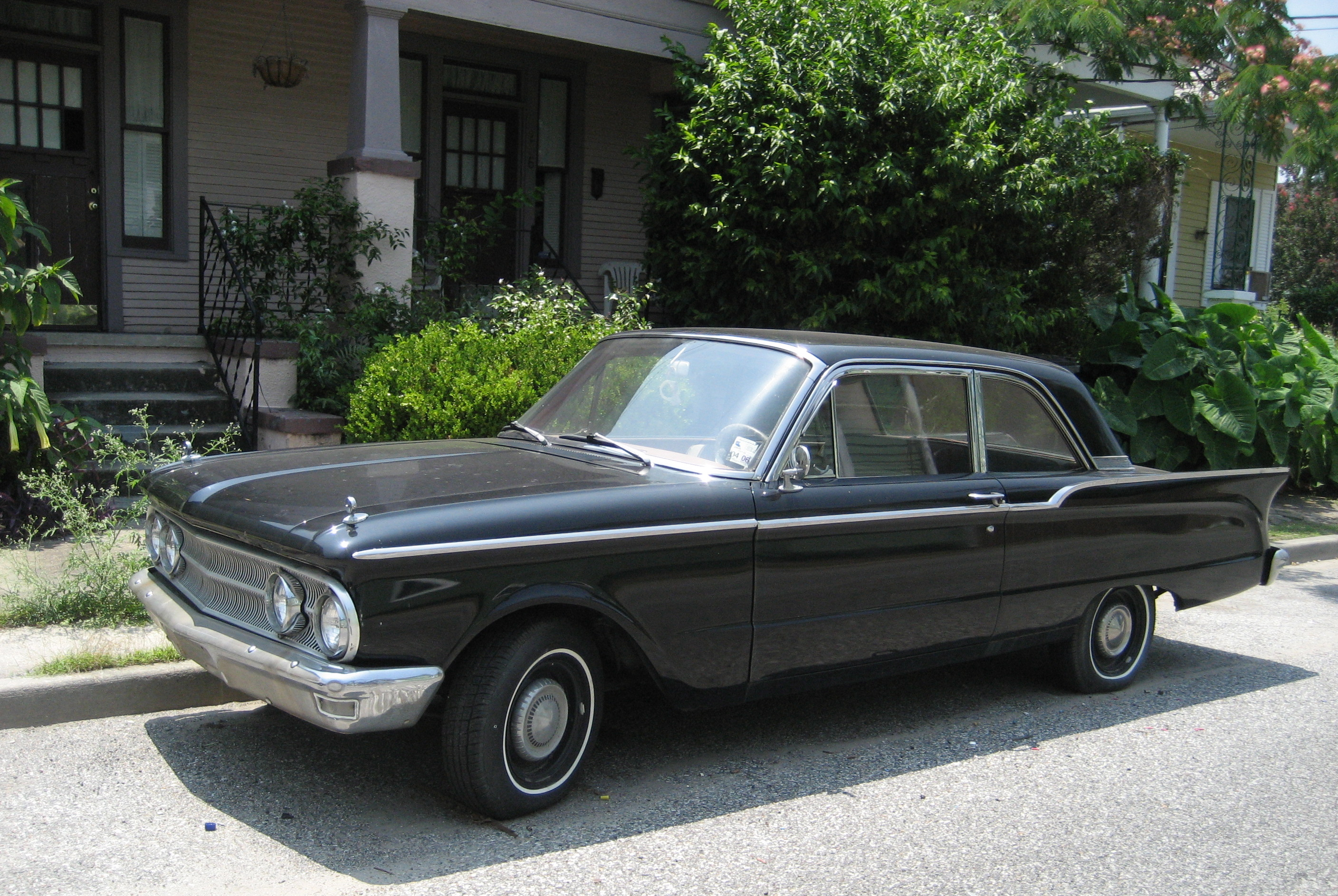
Mercury Comet (1960), 2-deurs sedan
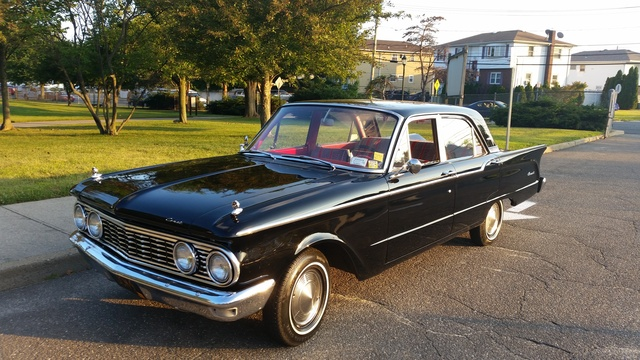
Mercury Comet (1961), 4-deurs sedan met het nieuwe radiatorrooster
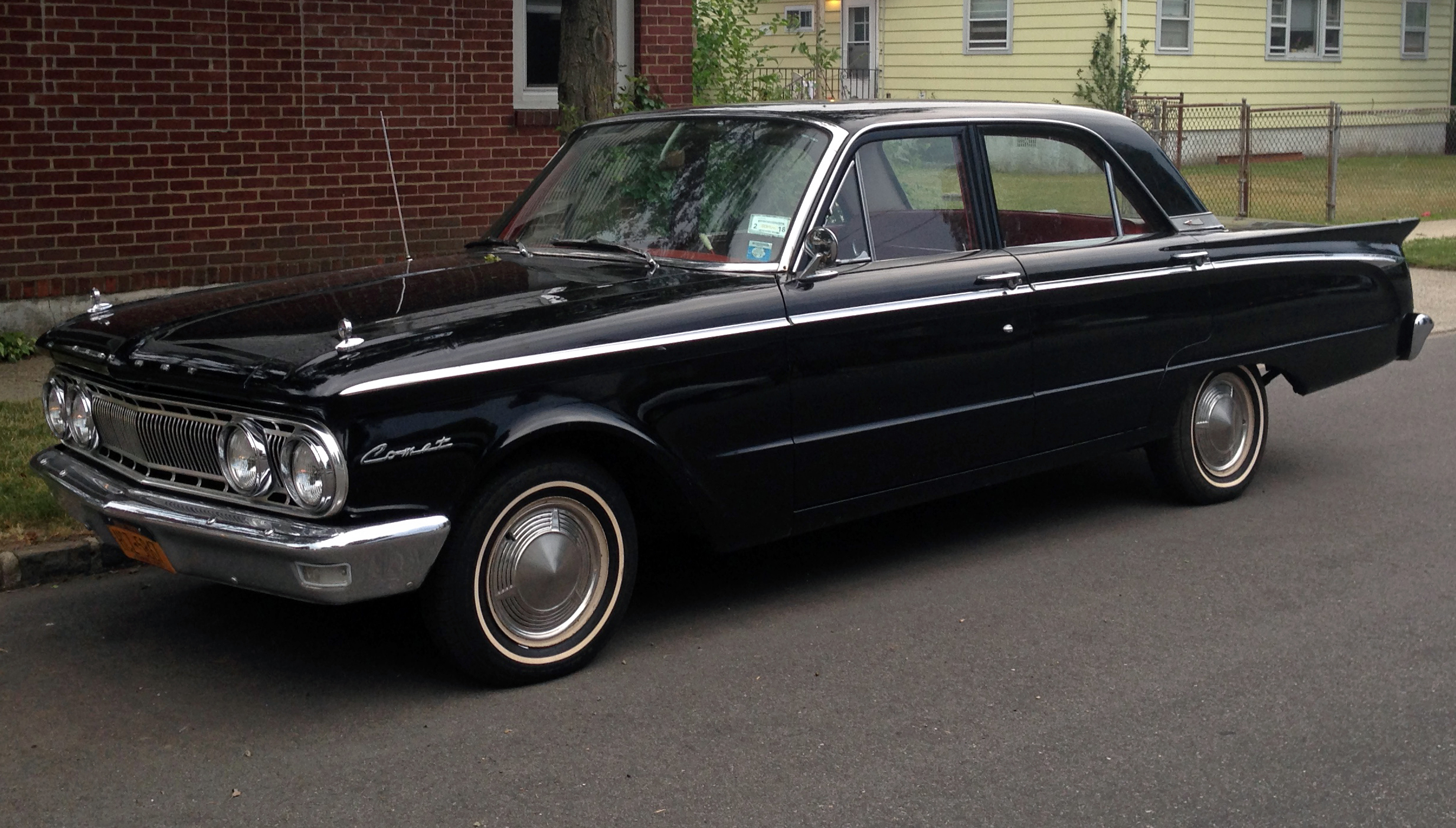
Mercury Comet (1962), 4-deurs sedan
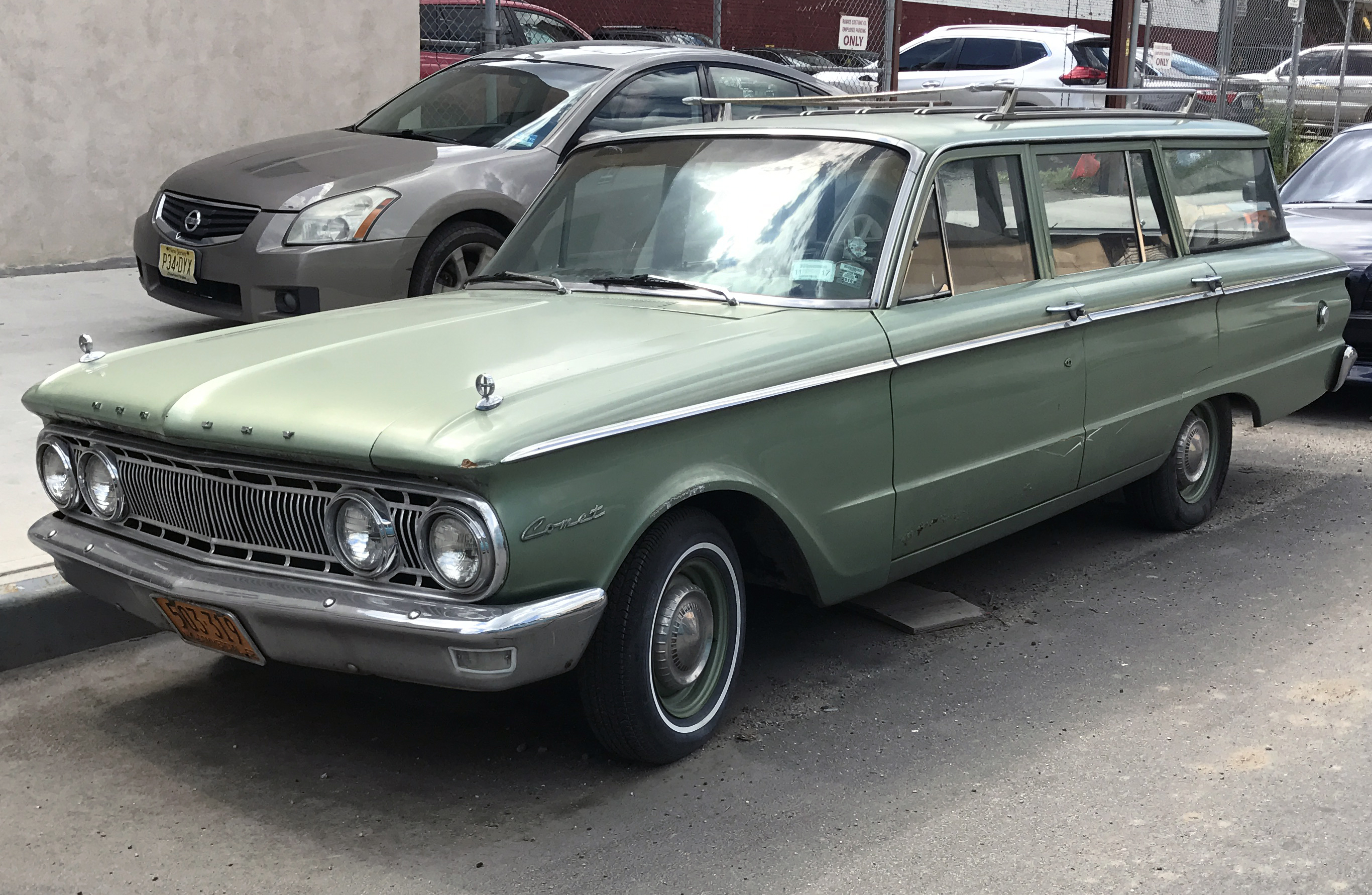
Mercury Comet (1962), 4-deurs stationwagen
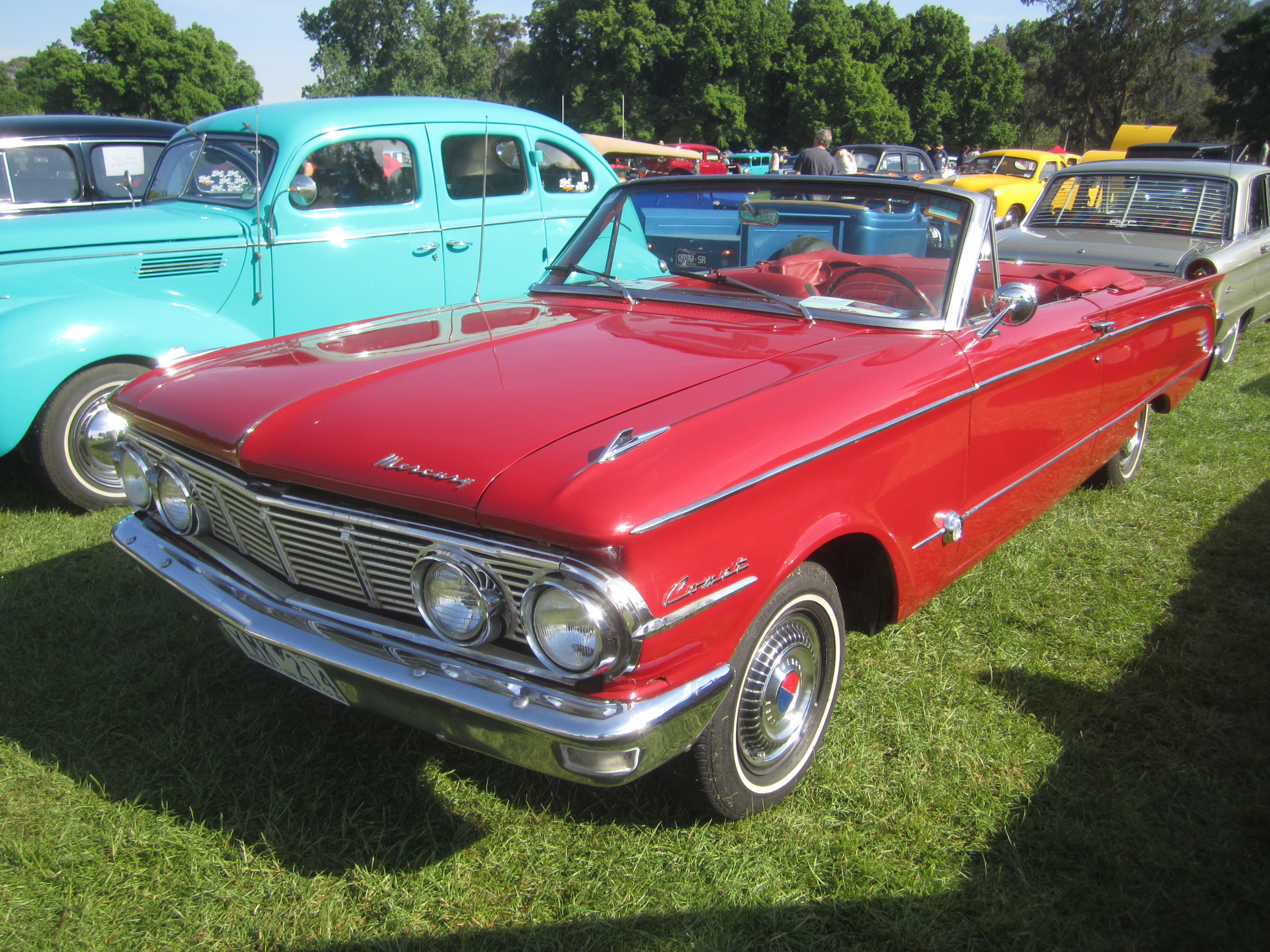
Mercury Comet S-22 cabriolet (1963)

## Tweede generatie (1964-1965)
De tweede generatie Mercury Comet uit 1964 kreeg een hoekiger ontwerp dan zijn voorganger, hoewel de wagen nog steeds op hetzelfde onderstel gebouwd was. De basislijnen werden gedeeld met de nieuwe Falcon, maar het radiatorrooster was meer verwant met de Lincoln Continental. De tweedeurs stationwagen werd stopgezet en de sportieve versie heette voortaan de Cyclone in plaats van de S-22. De Custom werd vervangen door de 202, 404 en de Caliente.
De 2,4-liter motor werd geschrapt, de 2,8-liter zes-in-lijn werd de nieuwe basismotor. In de loop van 1964 kwam er naast de 4,3-liter V8 ook nog een 4,7-liter V8-motor bij.
In 1965 kreeg de Mercury Comet een kleine restyling met onder andere verticaal gestapelde koplampen. De basis zes-in-lijnmotor werd opgetrokken tot 3,3 liter en produceerde 120 pk. De basis V8-motor werd verhoogd van 4,3 liter naar 4,7 liter en produceerde 200 pk. De motoren werden gekoppeld aan een handgeschakelde drieversnellingsbak of een optionele "Merc-O-Matic" drietraps automatische transmissie.

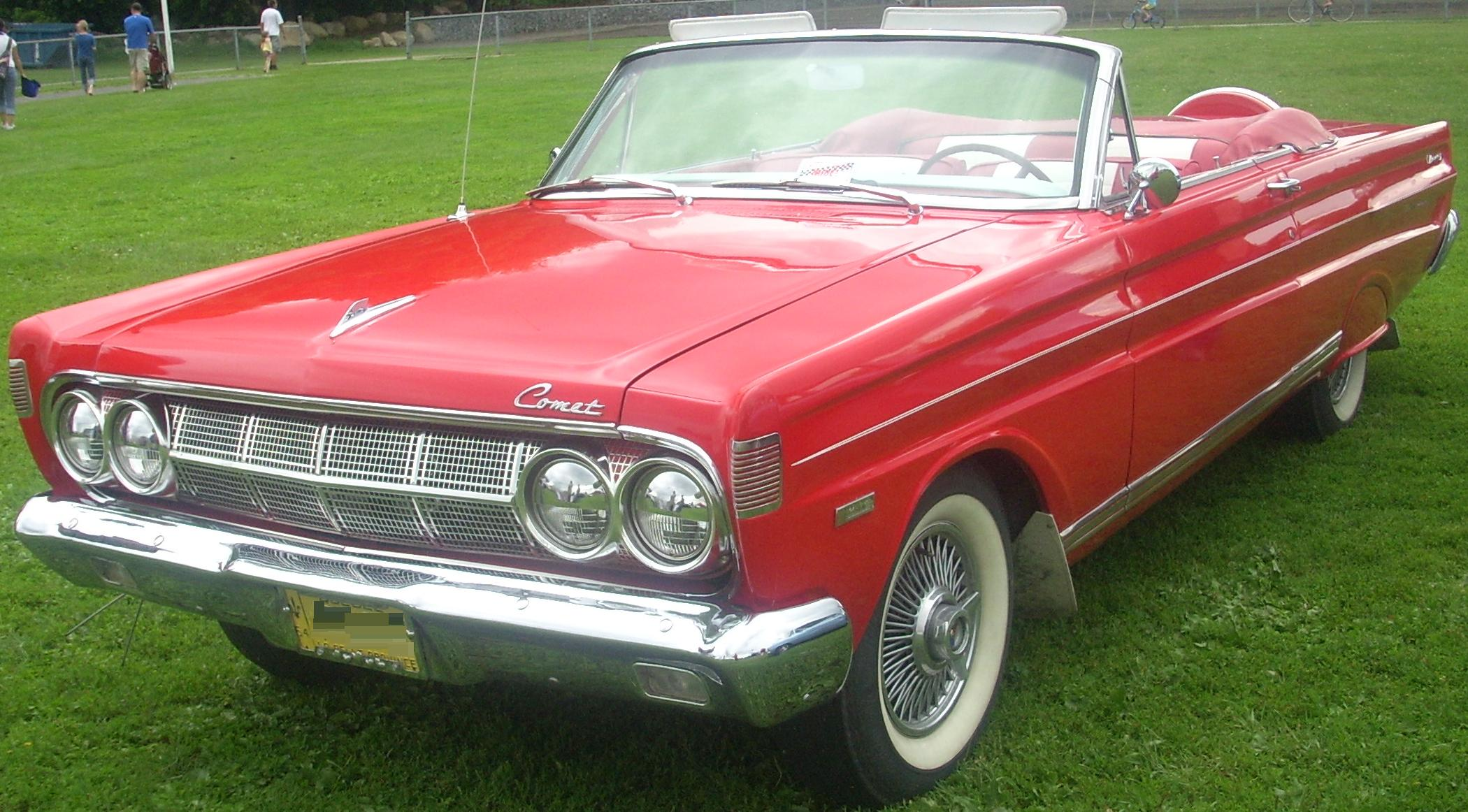
Mercury Comet Caliente cabriolet (1964)
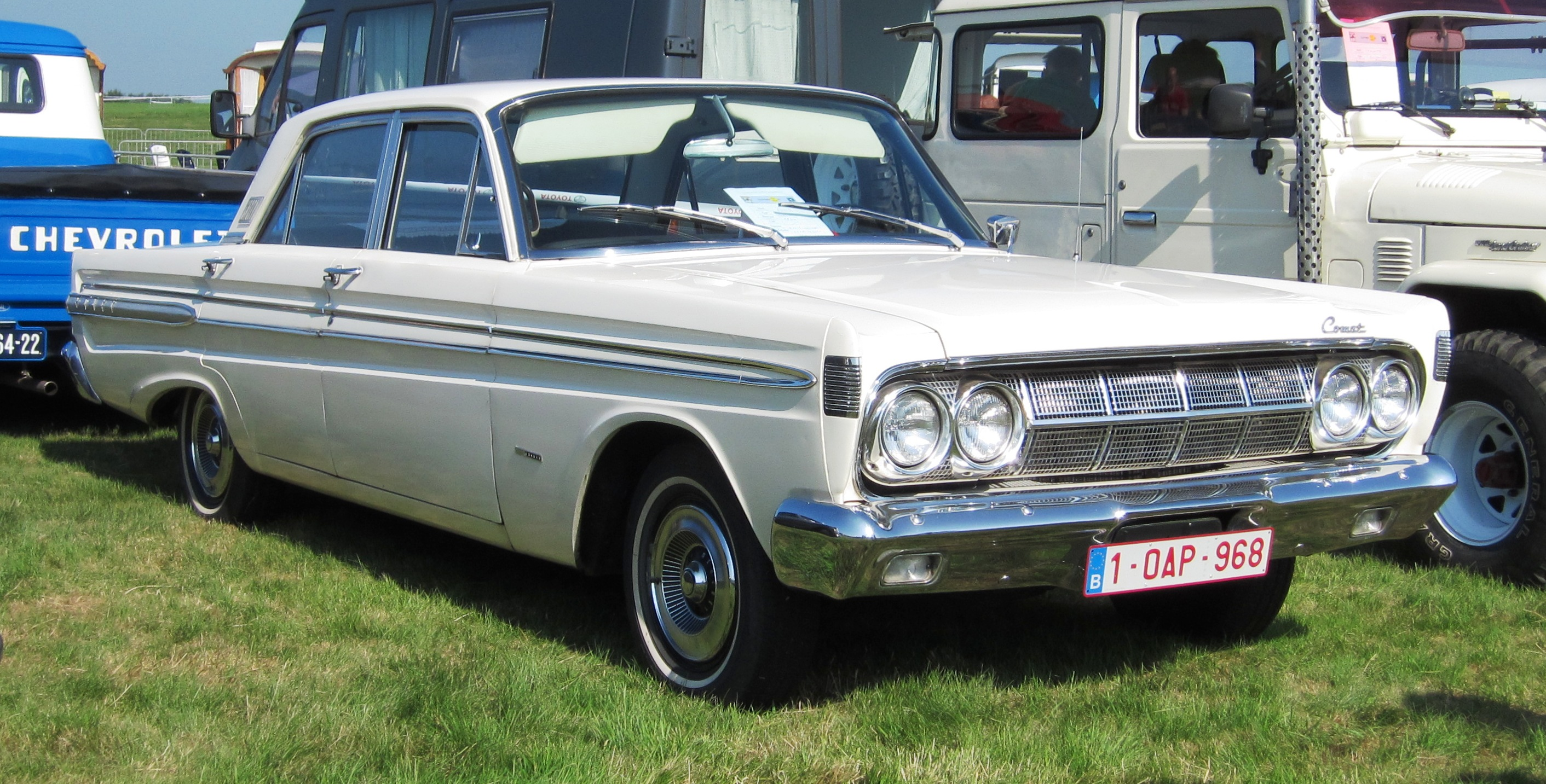
Mercury Comet 404 (1964), 4-deurs sedan
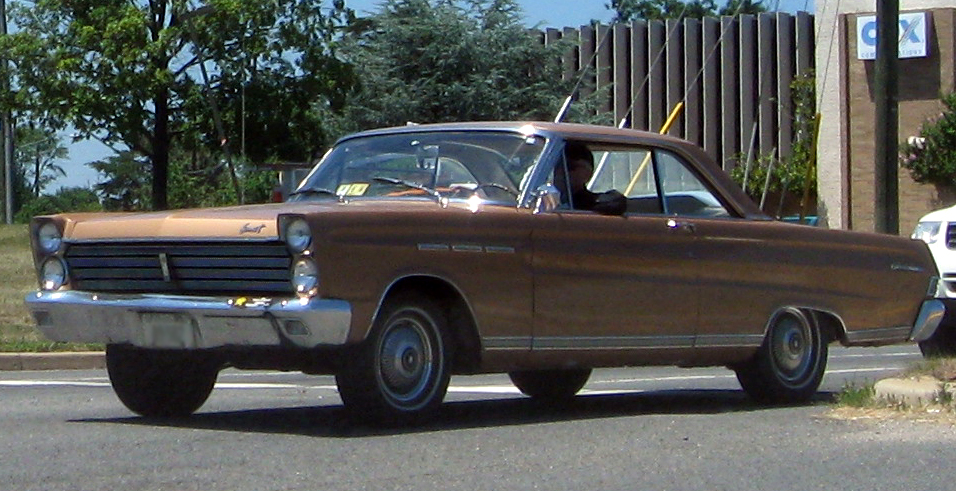
Mercury Comet Caliente (1965), 2-deurs hardtop

## Derde generatie (1966-1967)
De derde generatie van de Comet, die in 1966 geïntroduceerd werd, was niet langer gebaseerd op de Falcon maar op diens grotere broer de Fairlane. Deze nieuwe Comet was 5,16 m lang en behoorde niet langer tot de Amerikaanse compacte middenklasse maar tot de middenklasse.
De Comet 404 sedan werd vervangen door de Comet Capri en de Comet 404 stationwagen door de Comet Voyager. De Comet 202 stationwagen werd geschrapt en de sportieve versie van de Comet ging voortaan door het leven als de Comet Cyclone GT.
De stationwagen introduceerde een achterklep met dubbele werking, die zowel neerklapte als opzij zwaaide. Dit idee werd al snel overgenomen door alle grote Amerikaanse autofabrikanten.
Ook qua aandrijving was er keuze uit grotere motoren: een 6,4-liter V8-motor die 265 pk produceerde met een twee-barrel carburateur of 275 pk met een vier-barrel carburateur. Er was optioneel ook een 6,4-liter V8-motor van 335 pk beschikbaar. Deze laatste was standaard op de Cyclone GT.
Vanaf 1967 werd de naam Comet alleen nog gebruikt voor het basismodel dat alleen beschikbaar was in carrosserievarianten met twee of vier deuren.

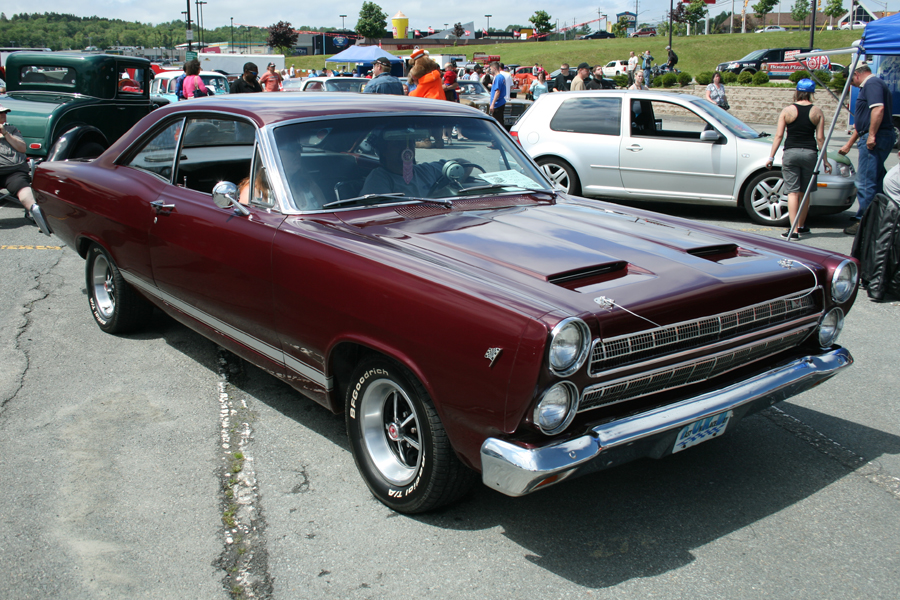
Mercury Comet Cyclone GT hardtop (1966)
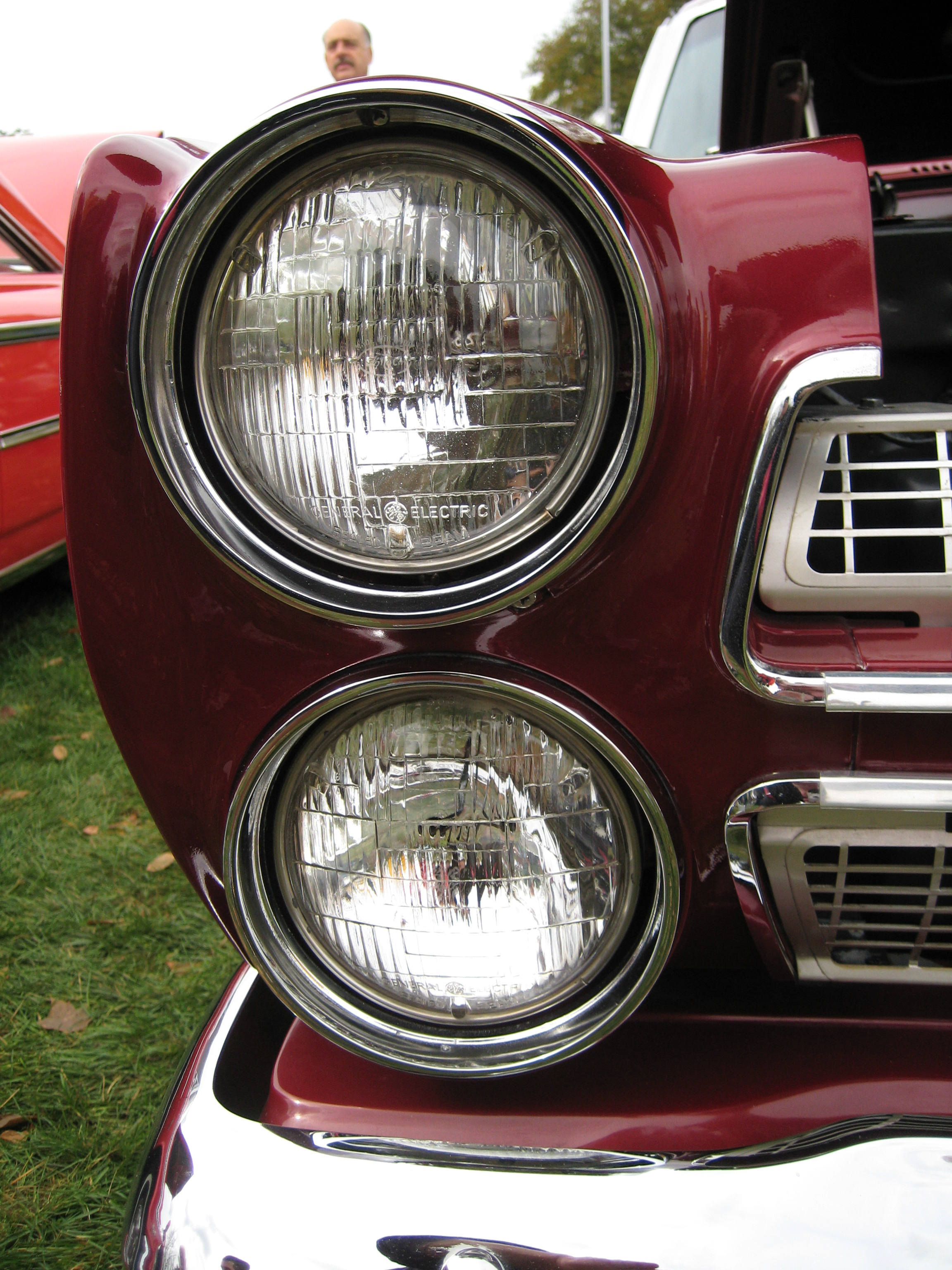
De gestapelde koplampen
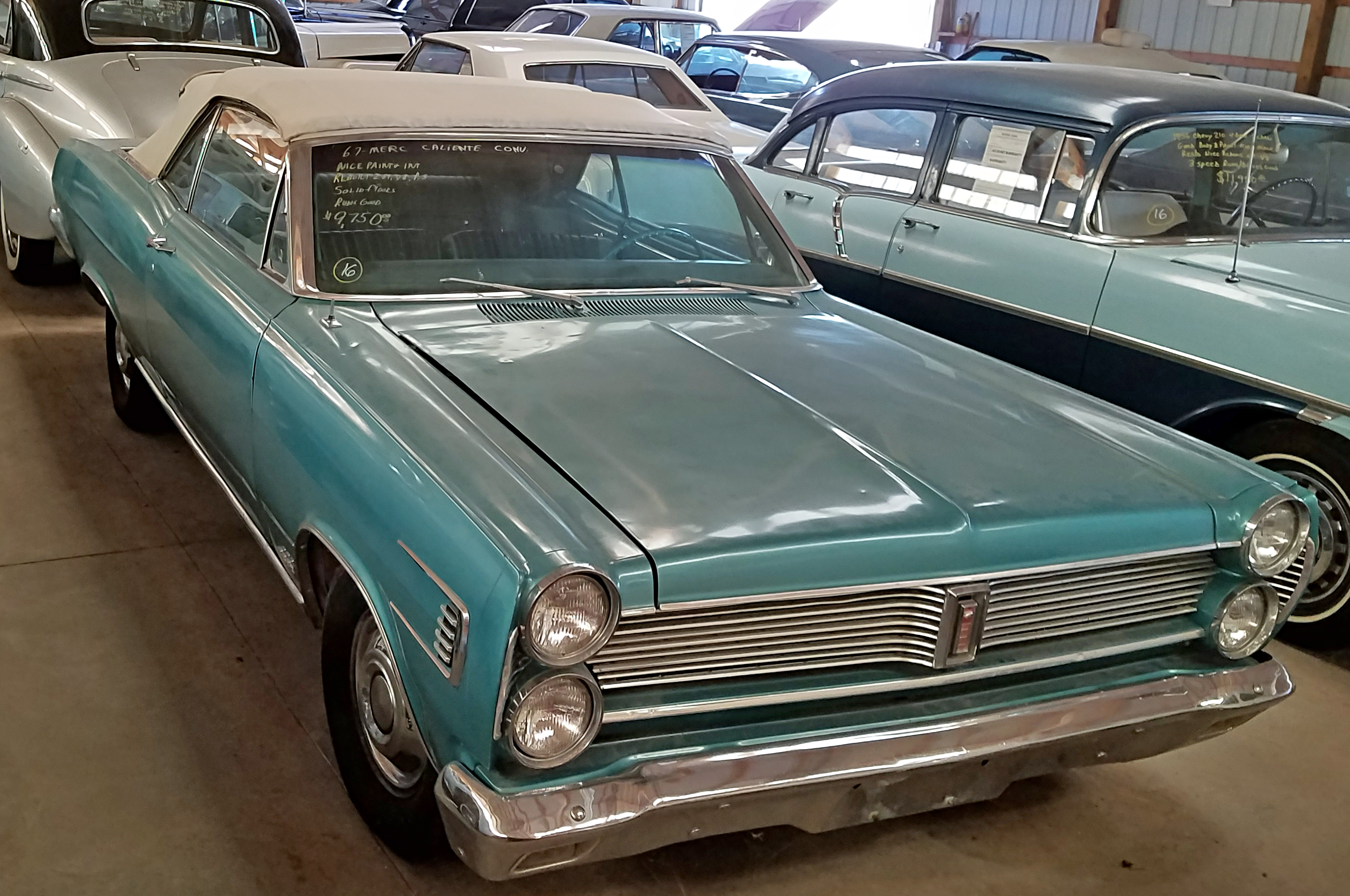
Mercury Comet Caliente cabriolet (1967)

## Vierde generatie (1968-1969)
In 1968 kregen de middenklassers van Mercury een nieuwe vormgeving die leek op de grote Mercury-modellen. De vierde generatie Comet deelde het chassis en veel onderdelen met de Ford Fairlane en de Ford Torino. Het basismodel van de Comet was alleen verkrijgbaar als tweedeurs coupé. De Comet Capri werd vervangen door de Montego en de Comet Caliente door de Montego MX. Voor deze laatste was ook een luxe optiepakket "Montego MX Brougham" beschikbaar. De topmodellen van de Comet bleven de namen Cyclone en Cyclone GT gebruiken.
De nieuwe standaardmotor werd een 4,1-liter zes-in-lijn met een vermogen van 155 pk en halfweg 1968 werd de 4,7-liter V8-motor vervangen door een 4,9-liter V8-motor van 210 pk. Nieuwe motoropties omvatten een 4,9-liter V8 met een vermogen van 220 pk, een 5,8-liter V8 die 290 pk genereerde en een 7,0-liter V8 van 335 pk. Deze drie nieuwe V8-motoren vervingen de vorige 6,4-liter V8-motoren.
In 1969 werd het radiatorrooster aangepast en kreeg de wagen gewijzigde voor- en achterlichten.

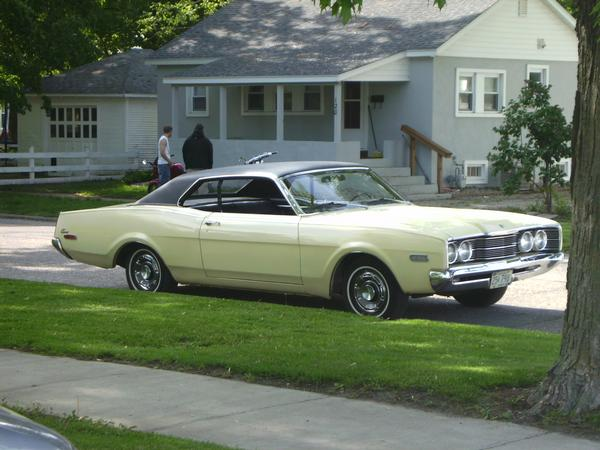
Mercury Comet Sport Coupé (1968)
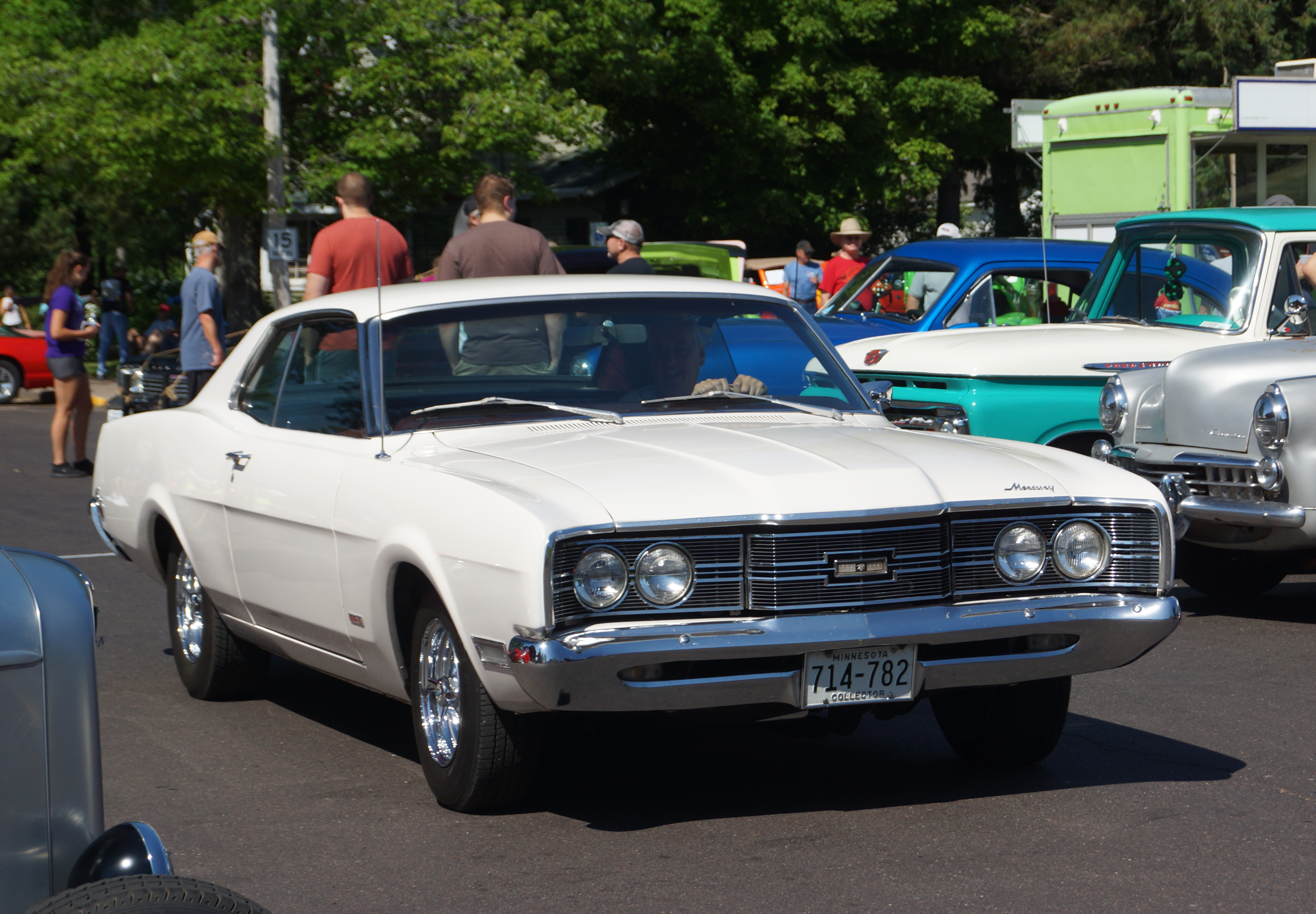
Mercury Comet (1969) met het gewijzigd radiatorrooster
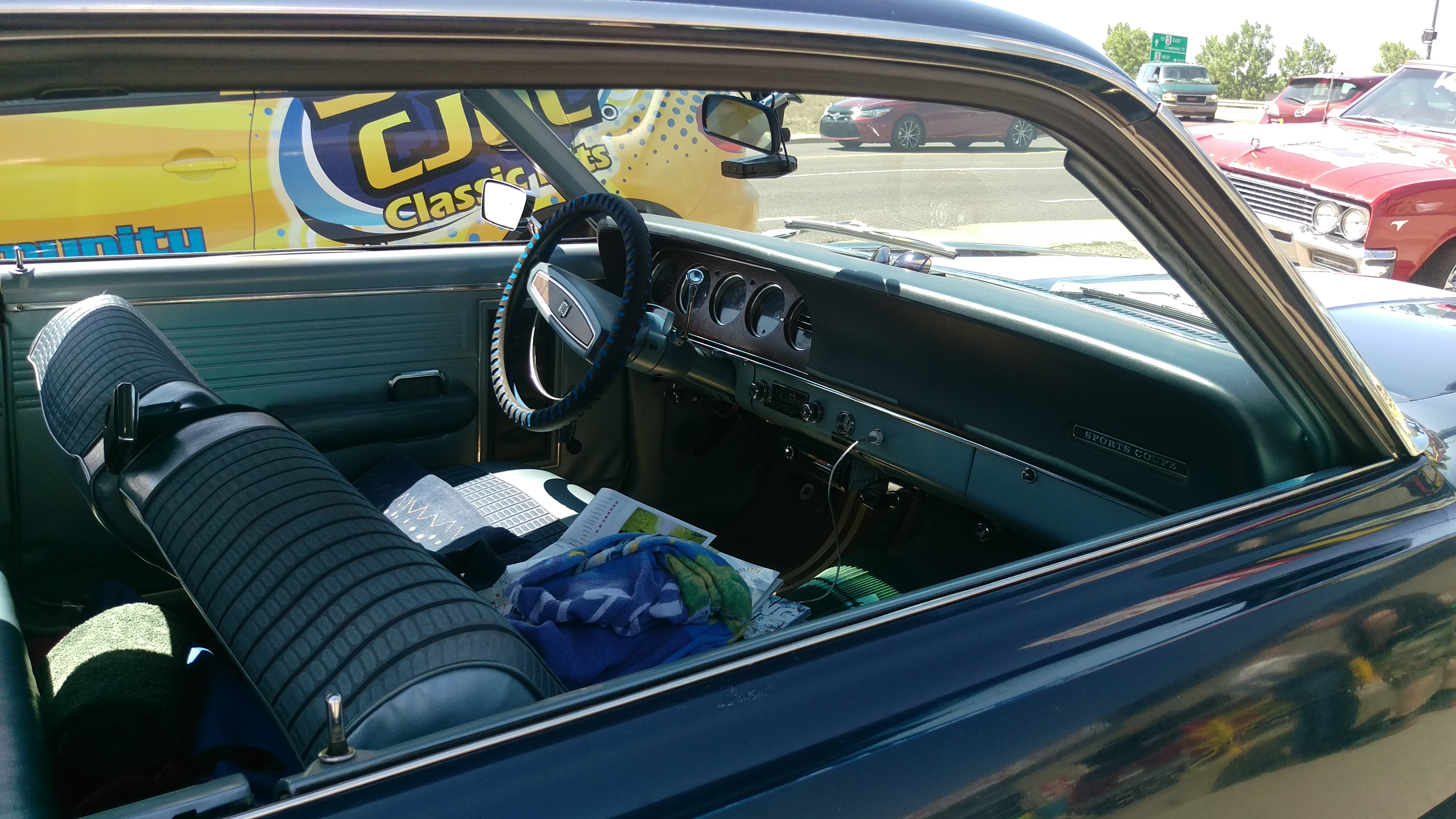
Mercury Sport Coupé, interieur

## Vijfde generatie (1971-1977)
Na een jaar afwezigheid kwam de Comet in 1971 opnieuw op de markt als compacte middenklasser. Deze vijfde generatie Comet was gebaseerd op de Ford Maverick. De Comet deelde zijn carrosserie voor een groot stuk met de Maverick maar kreeg wel een ander radiatorrooster, achterlichten en motorkap. Onder de carrosserie bevond zich hetzelfde basischassis dat ook gebruikt werd voor de originele Comet.
De basismotor was een 2,8-liter zes-in-lijnmotor van 100 pk. Optioneel waren ook een 3,3-liter zes-in-lijn van 115 pk en een 4,9-liter V8-motor van 210 pk leverbaar. Het motorvermogen werd overgebracht naar de achteras via een handgeschakelde drieversnellingsbak of een drietraps automatische transmissie.
De basisversie van de vijfde generatie Comet werd aangeboden als twee- of vierdeurs sedan. De Comet GT muscle car variant werd enkel als tweedeurs sedan aangeboden tussen 1971 en 1975. De GT had een verduisterd radiatorrooster, dubbele racestrepen op de carrosserie, kuipstoelen met hoge rugleuning, racespiegels, een zwart instrumentenpaneel en een gesimuleerde luchthapper op de motorkap die verder geen functie had.
In 1972 werd het motorvermogen gereduceerd: de 2,8-liter basismotor produceerde nog 82 pk, de 3,3-liter 91 pk en de 4,9-liter V8 138 pk.
In 1973 werd de 2,8-liter motor geschrapt en werd de 3,3-liter de nieuwe basismotor. In datzelfde jaar werden alle modellen voorzien van een nieuwe, grote veiligheidbumper vooraan om te voldoen aan de Amerikaanse veiligheidsnormen. Een nieuw populair optiepakket was het "Custom" package  met vinyldak, wieldoppen in koetswerkkleur, vinylkuipstoelen, luxe vloerbedekking en extra geluidsisolatie.
Wijzigingen voor 1974 waren onder meer nog grotere voorbumpers en nieuwe grotere achterbumpers vanwege nieuwe Amerikaanse veiligheidsnormen. Daardoor werd het tweedeursmodel 64 mm en het vierdeursmodel 100 mm langer.
De Comet werd aangeboden met relatief weinig veranderingen tot en met het modeljaar 1977 en werd vervolgens vervangen door de nieuwe Mercury Zephyr.

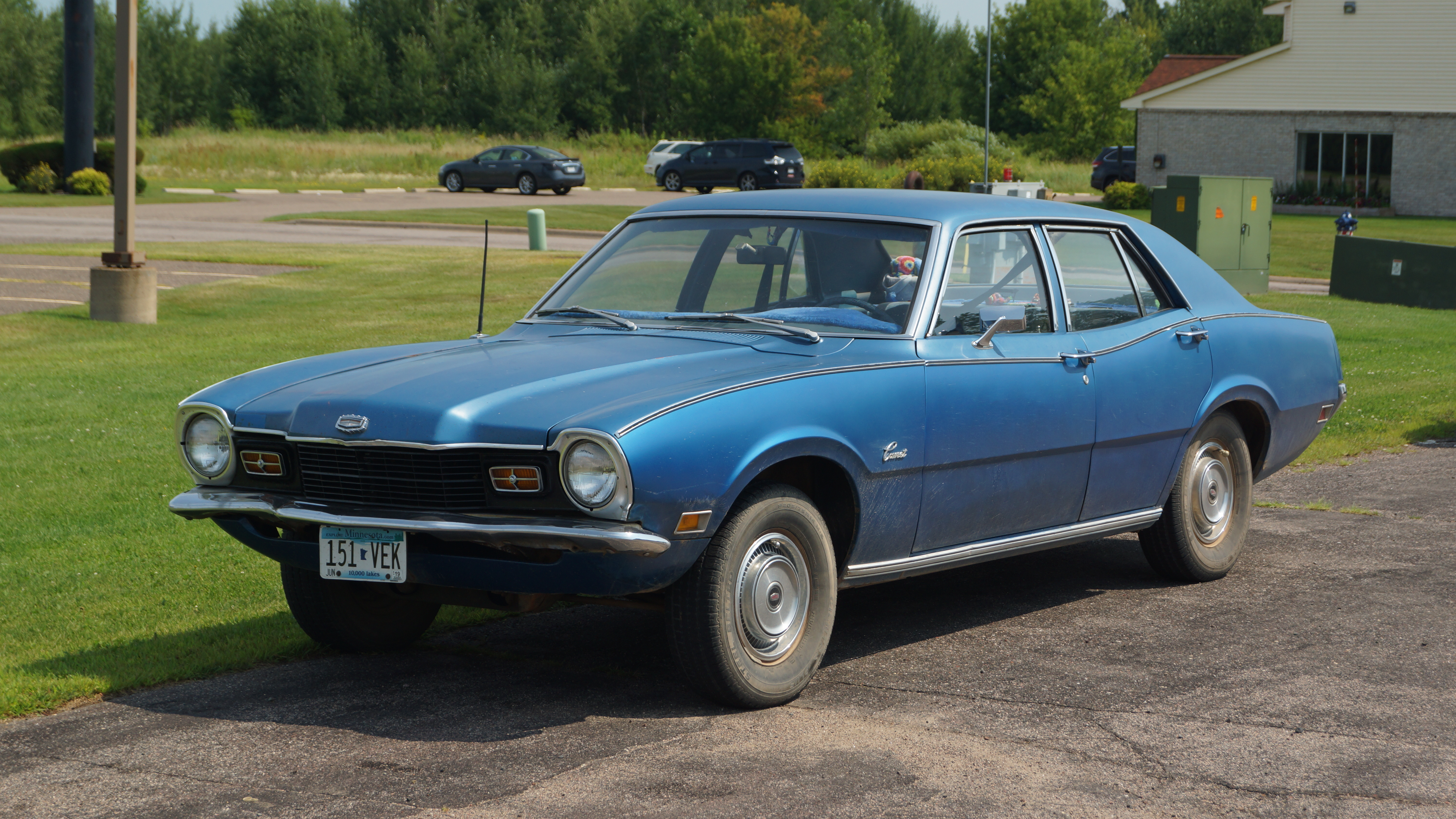
Mercury Comet (1971)
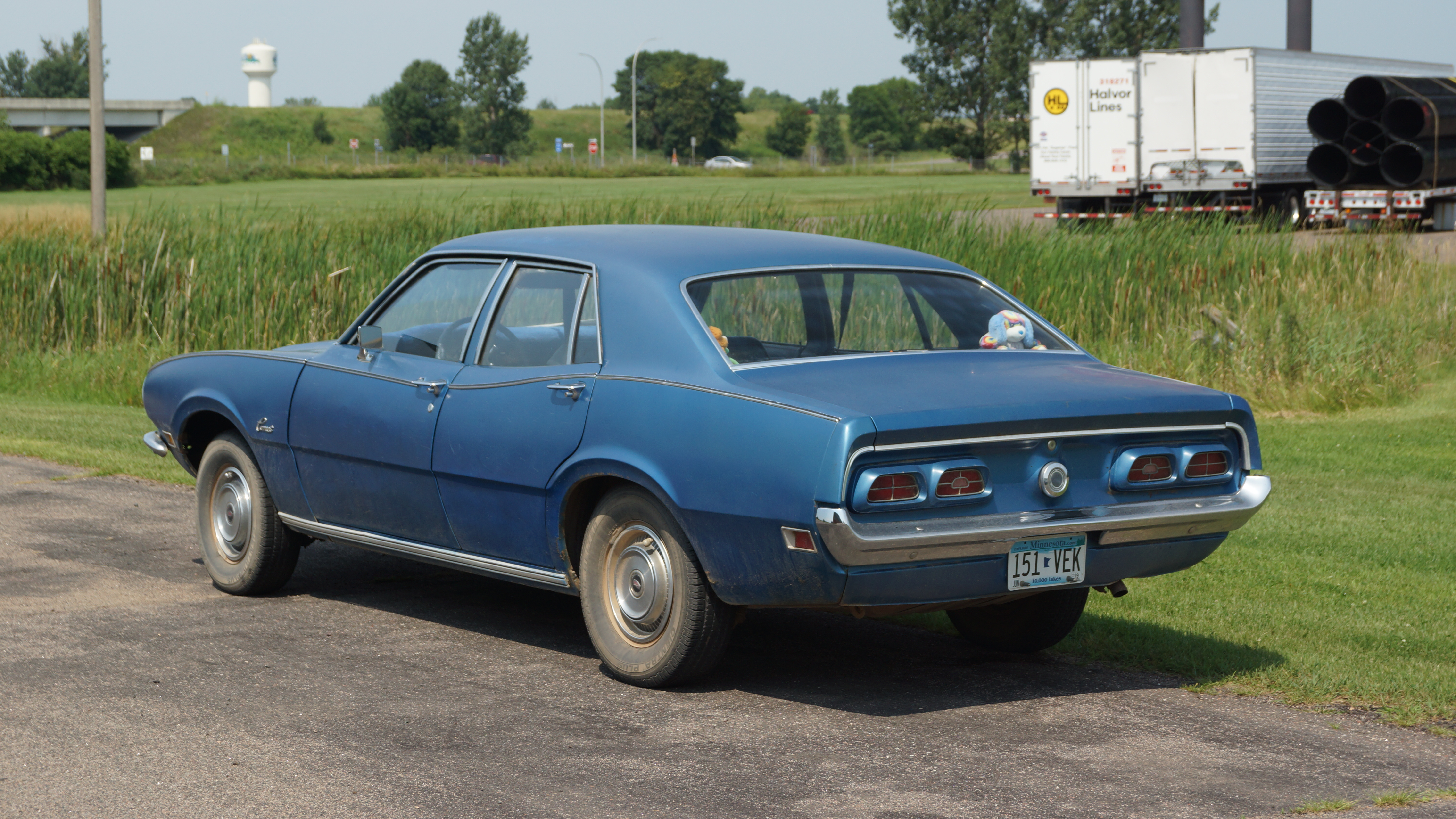
Mercury Comet (1971), achteraanzicht
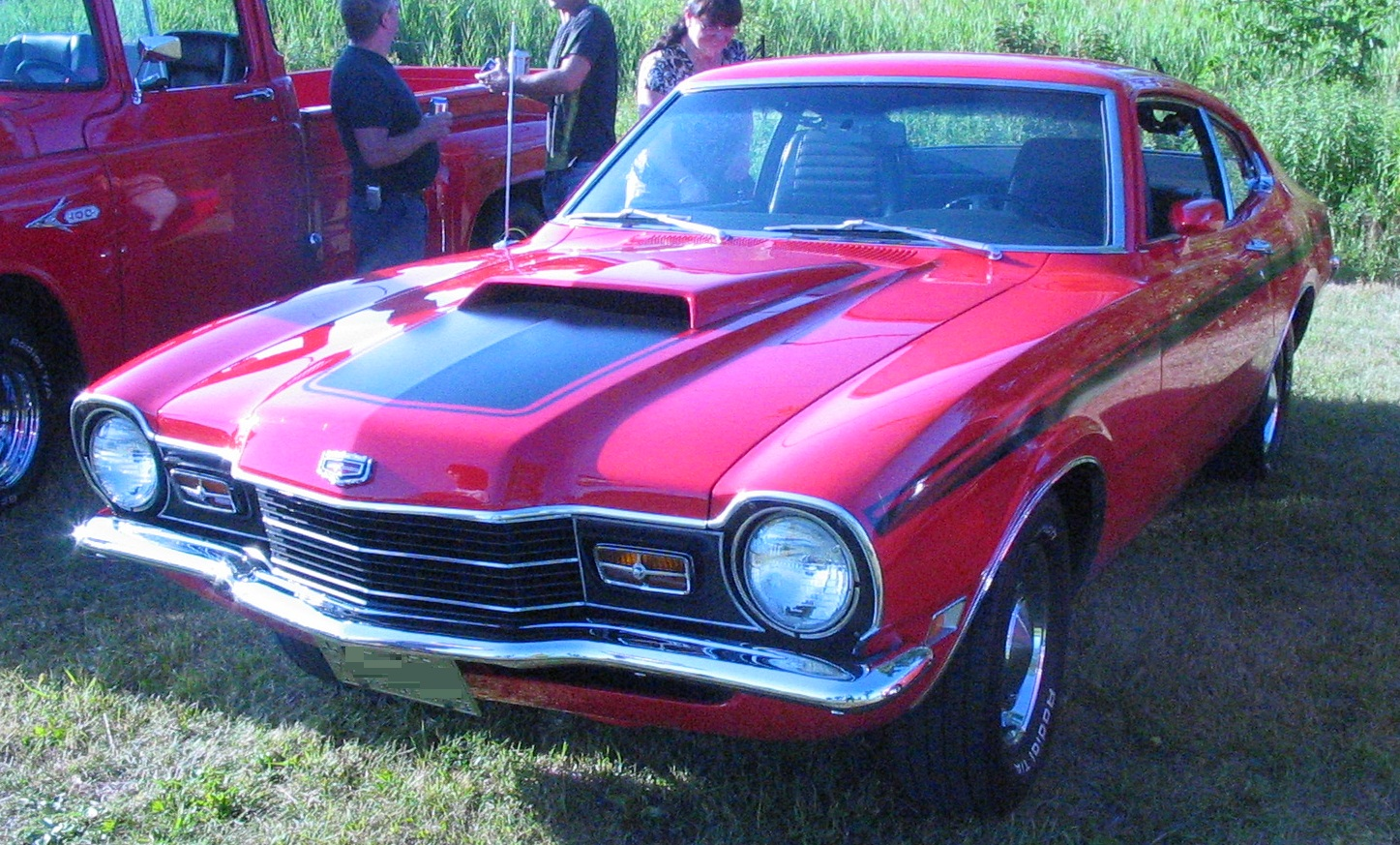
Mercury Comet GT (1971) met luchthapper op de motorkap
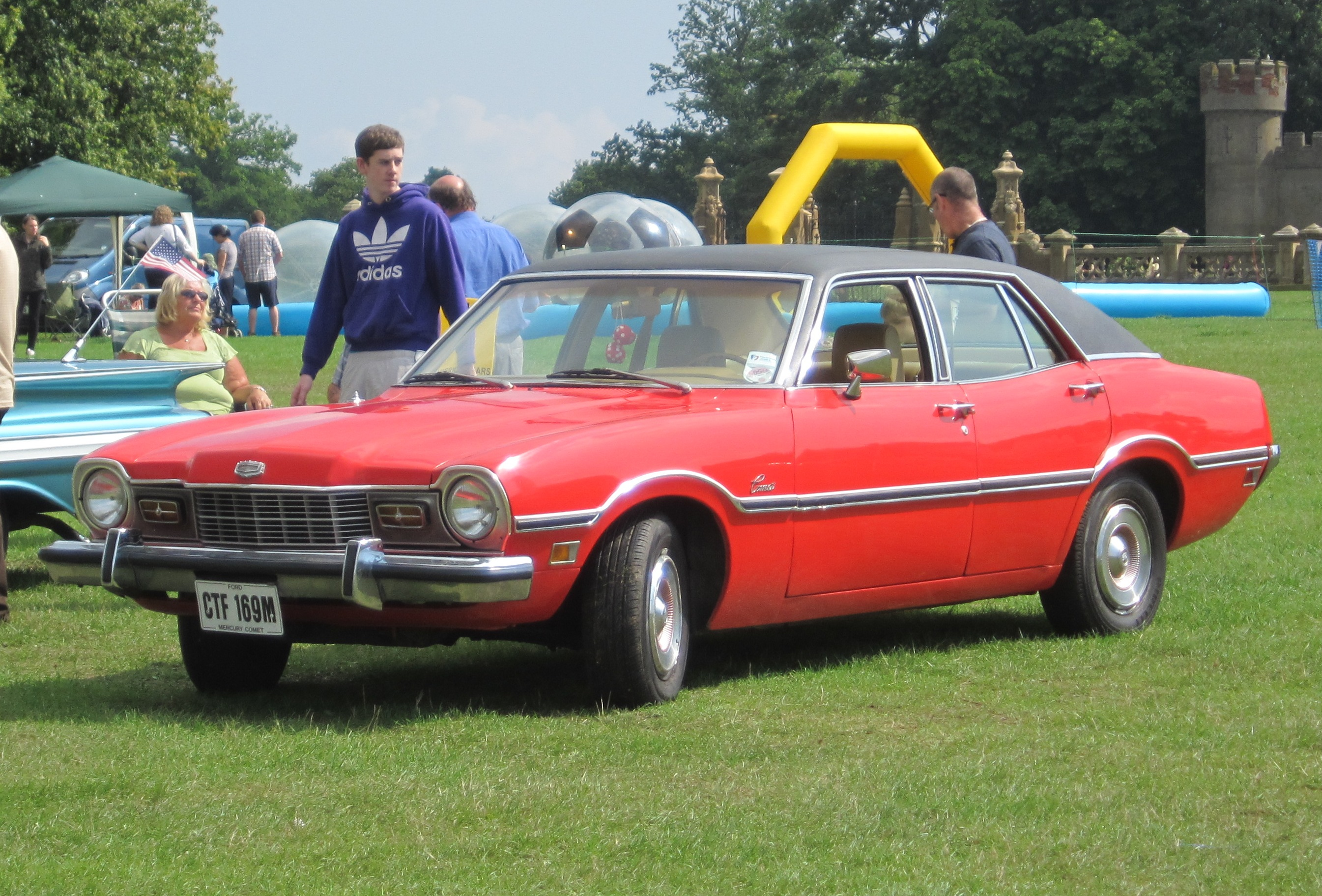
Mercury Comet (1973) met veiligheidsbumper
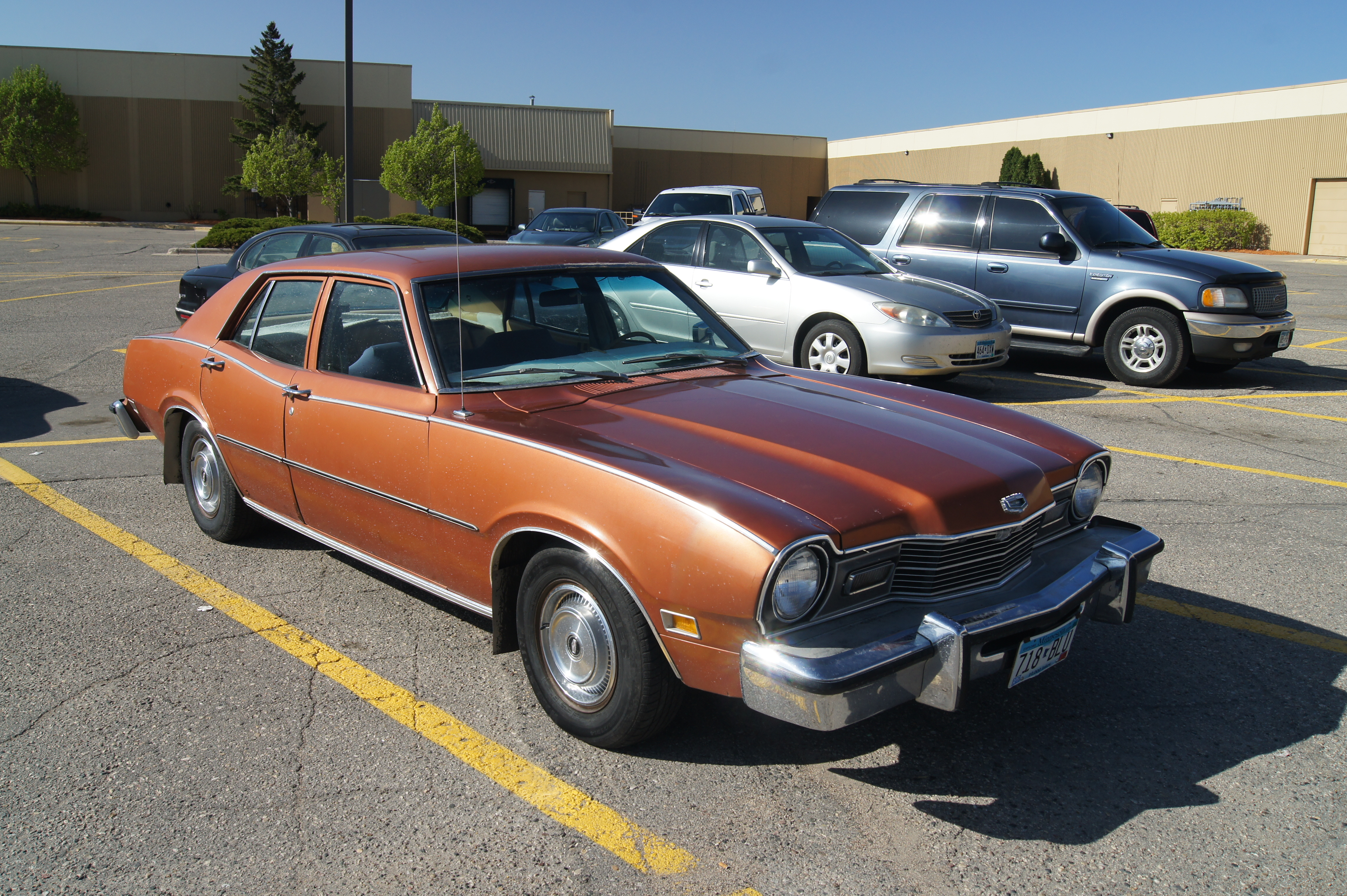
Mercury Comet (1977) met grotere veiligheidsbumper
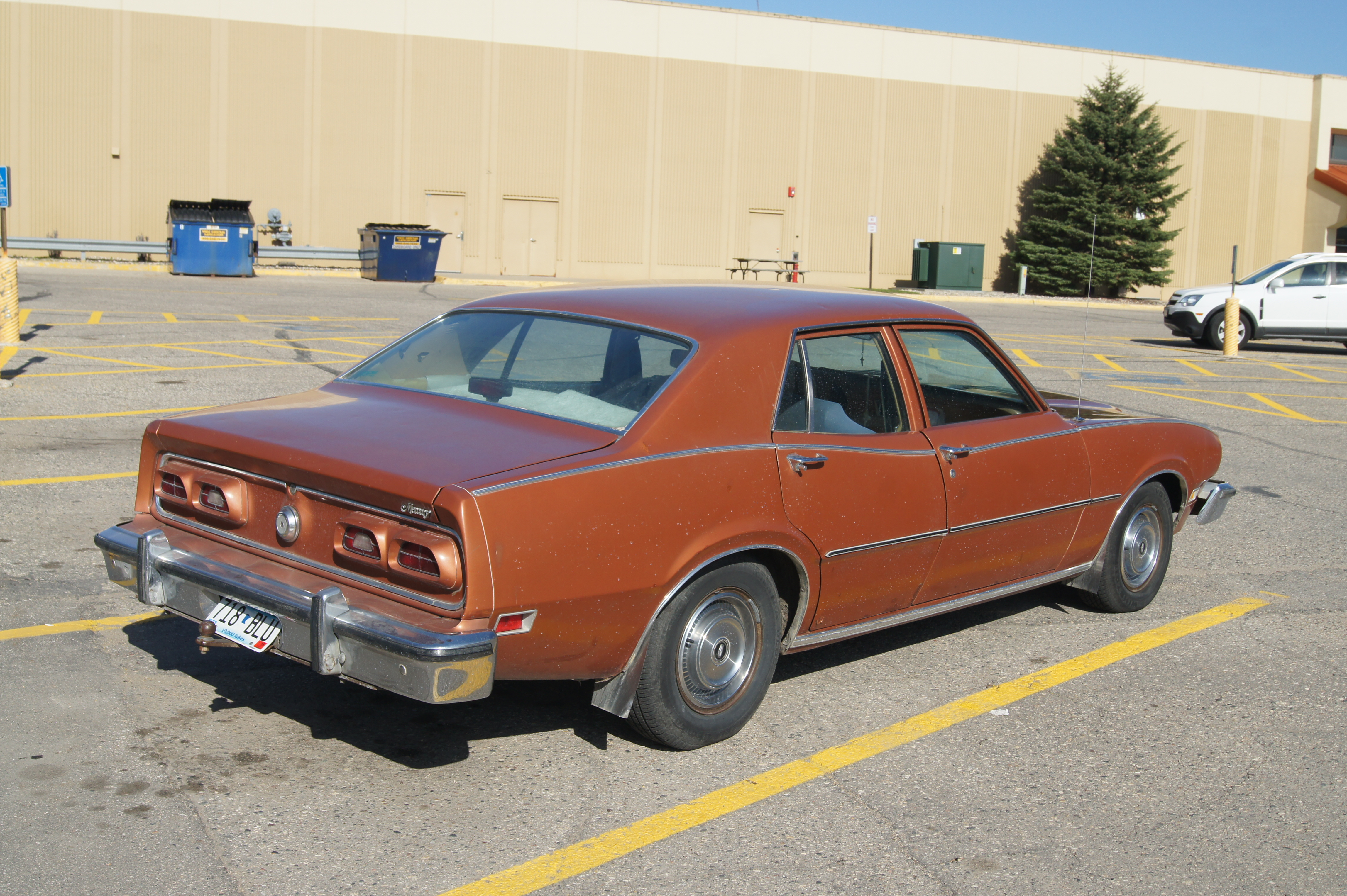
Mercury Comet (1977) met grotere veiligheidsbumper, achteraanzicht